# Zespół Holt-Orama
Zespół Holt-Orama (zespół Harrisa-Osborne'a, ang. Holt-Oram syndrome, HOS) – uwarunkowany genetycznie zespół wad wrodzonych spowodowany mutacją genu TBX5 kodującego czynnik transkrypcyjny, na który składają się wrodzone wady serca i malformacje kończyn górnych.
Zaburzenia rozwojowe serca:
- ubytek przegrody międzyprzedsionkowej (ASD)
- ubytek przegrody międzykomorowej (VSD)
- zaburzenia rozwojowe układu bodźco-przewodzącego serca pod postacią bloku przedsionkowo-komorowego, migotania przedsionków i innych.

Zaburzenia rozwojowe kończyn górnych:
- jedno- lub dwustronna hipoplazja lub aplazja kciuka, hipoplazja lub aplazja kości ramienia i przedramienia (aplazja kości promieniowej), powodująca fokomelię.

Leczenie polega na chirurgicznej korekcji stwierdzanych wad.
Chorobę opisali w 1960 roku Mary Clayton Holt i Samuel Oram. Kolejny opis przedstawili sześć lat później Leonard C. Harris i William Phillip Osborne